# La Marque des bannis
La Marque des bannis est le vingtième tome de la série de bande dessinée Thorgal, dont le scénario a été écrit par Jean Van Hamme et les dessins réalisés par Grzegorz Rosiński.

## Synopsis
Thorgal a disparu. Aaricia et ses enfants mènent une existence inquiète parmi les Vikings. Un jour, des Vikings rescapés d'une expédition massacrée disent avoir reconnu Thorgal à la tête d'une flotte de pirates : il se fait appeler Shaïgan-sans-merci et vit désormais avec Kriss de Valnor. Jugés responsables des crimes de Thorgal par le conseil des Vikings, Aaricia et ses enfants sont condamnés au bannissement.

## Publication
- Le Lombard, janvier 1995,  (ISBN 2-8036-1101-5)